# Cristopher Nihlstorp
Cristopher Nihlstorp, także Cristopher Nilstorp (ur. 16 lutego 1984 w Malmö) – szwedzki hokeista, reprezentant Szwecji.

## Kariera
- Skåne (1999–2000)
- Malmö J18 (2000–2001)
- Malmö J20 (2001–2006)
- Malmö Redhawks (2003–2006)
  -  Osby IK (2004)
  -  Mörrums GoIS (2004–2005)
  -  Nybro IF (2006)
- Rögle J20 (2006–2007)
- Rögle BK (2006–2010)
  -  Jonstorps IF (2007)
  -  Växjö Lakers (2009)
- Färjestad BK (2010–2012)
- Texas Stars (2012-2014)
  -  Dallas Stars (2013)
- Växjö Lakers (2014-2016)
- Malmö Redhawks (2016-2019)
- EC Graz 99ers (2019-2020)
- Rungsted Seier Capital (2020-2021)

Wychowanek klubu Malmö IF. Od czerwca formalnie zawodnik Dallas Stars, związany rocznym kontraktem. W związku lokautem w sezonie NHL (2012/2013) występuje w klubie farmerskim, Texas Stars. Pod koniec styczniu 2013 roku zadebiutował w drużynie Dallas w lidze NHL. Wystąpił w dwóch meczach, w których przepuścił 5 goli. Następnie na początku lutego 2013 roku został po raz kolejny przekazany do Texas Stars z uwagi na kontuzję pachwiny. W czerwcu 2013 przedłużył o rok kontrakt z Dallas Stars, a we wrześniu 2013 został znów przekazany do filii Texas Stars. Od czerwca 2014 zawodnik. W połowie 2016 przeszedł do Malmö Redhawks, w barwach którego rozegrał trzy sezony. W kwietniu 2019 został bramkarzem austriackiego EC Graz 99ers. W połowie 2020 przeszedł do duńskiego Rungsted Seier Capital. W kwietniu ogłosił zakończenie kariery.

## Sukcesy
Klubowe
- Złoty medal mistrzostw Allsvenskan: 2006 z Malmö
- Awans do Elitserien: 2008 z Rögle
- Złoty medal mistrzostw Szwecji: 2011 z Färjestad, 2015 z Växjö Lakers

Indywidualne
- Allsvenskan 2007/2008: pierwsze miejsce w klasyfikacji skuteczności interwencji